# Denonville
Pour les articles homonymes, voir Denonville (homonymie).
Denonville est une commune française située dans le département d'Eure-et-Loir en région Centre-Val de Loire.

## Géographie

### Situation

Situation géographique
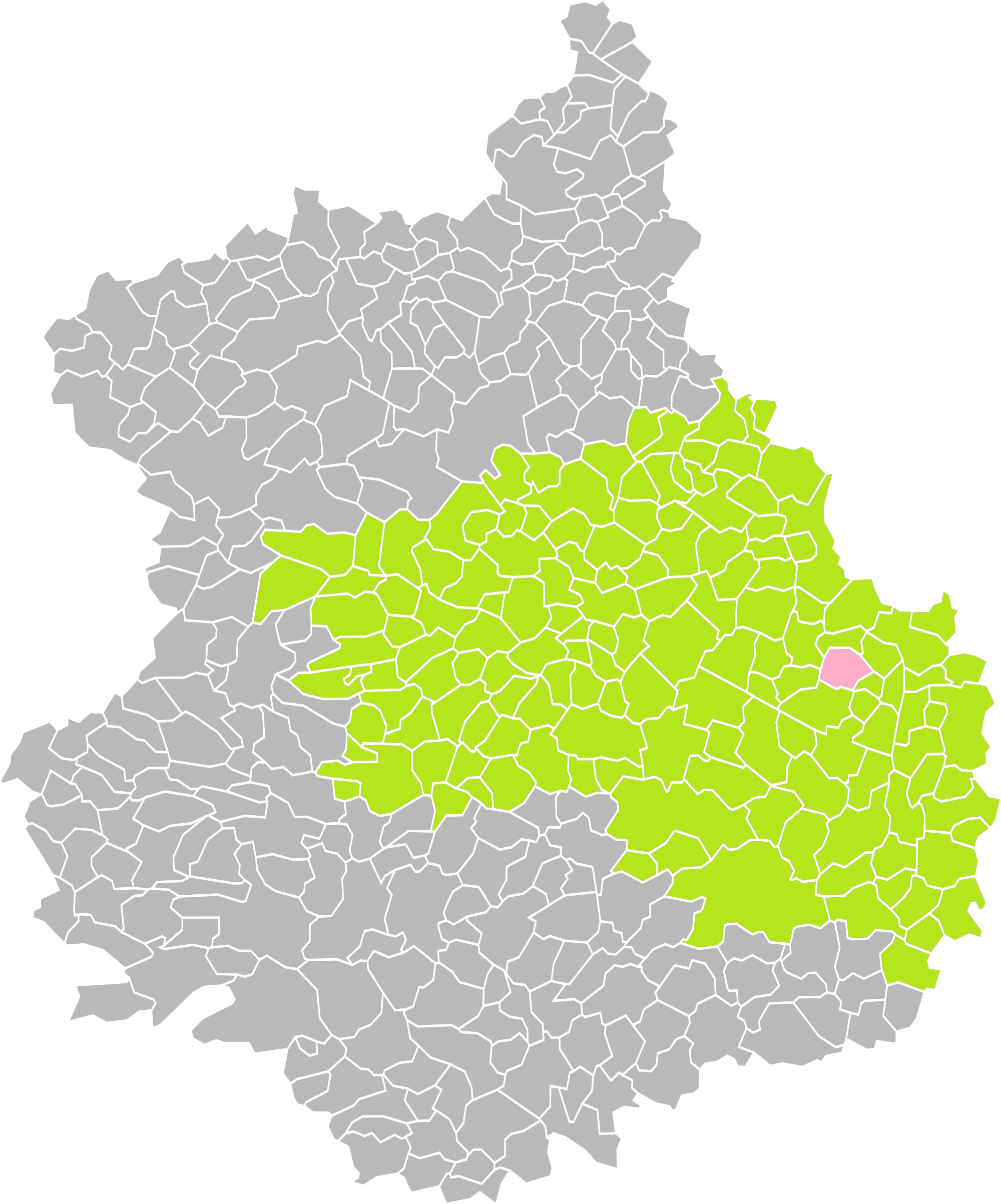
Denonville dans son arrondissement.
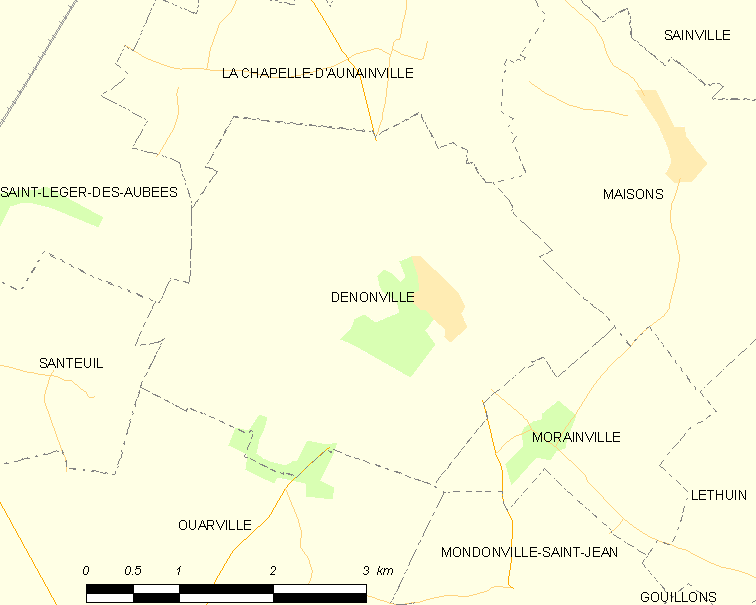
Carte de la commune de Denonville.

### Communes limitrophes
| Saint-Léger-des-Aubées | La Chapelle-d'Aunainville | Maisons     |
| Santeuil               | Denonville                |             |
| Ouarville              |                           | Morainville |

### Hameaux, lieux-dits et écarts
- Monvilliers, petit hameau sur la route de Santeuil avec la présence de plusieurs fermes.
- Adonville.

Hameaux de Denonville
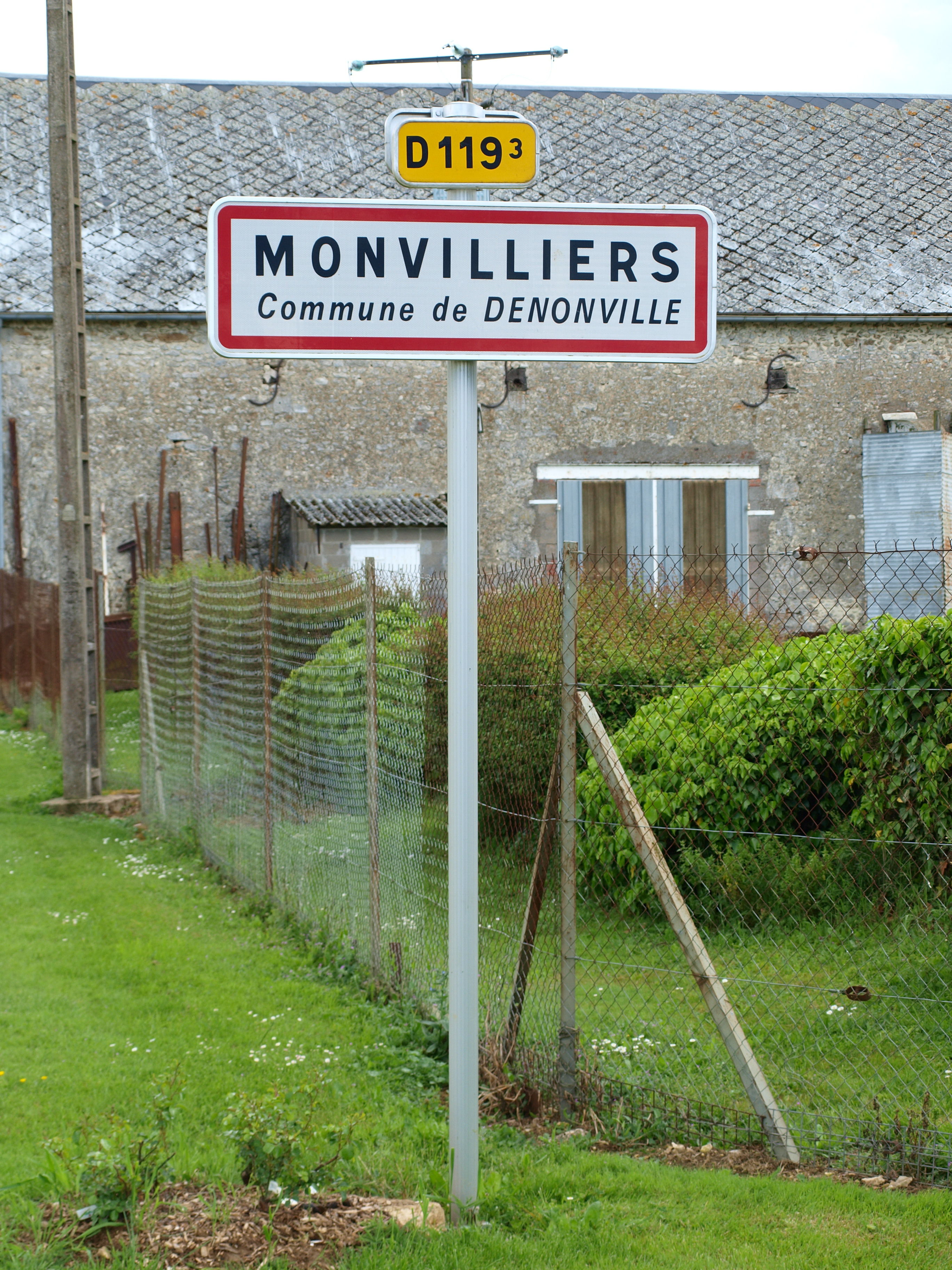
Entrée de Monvilliers.
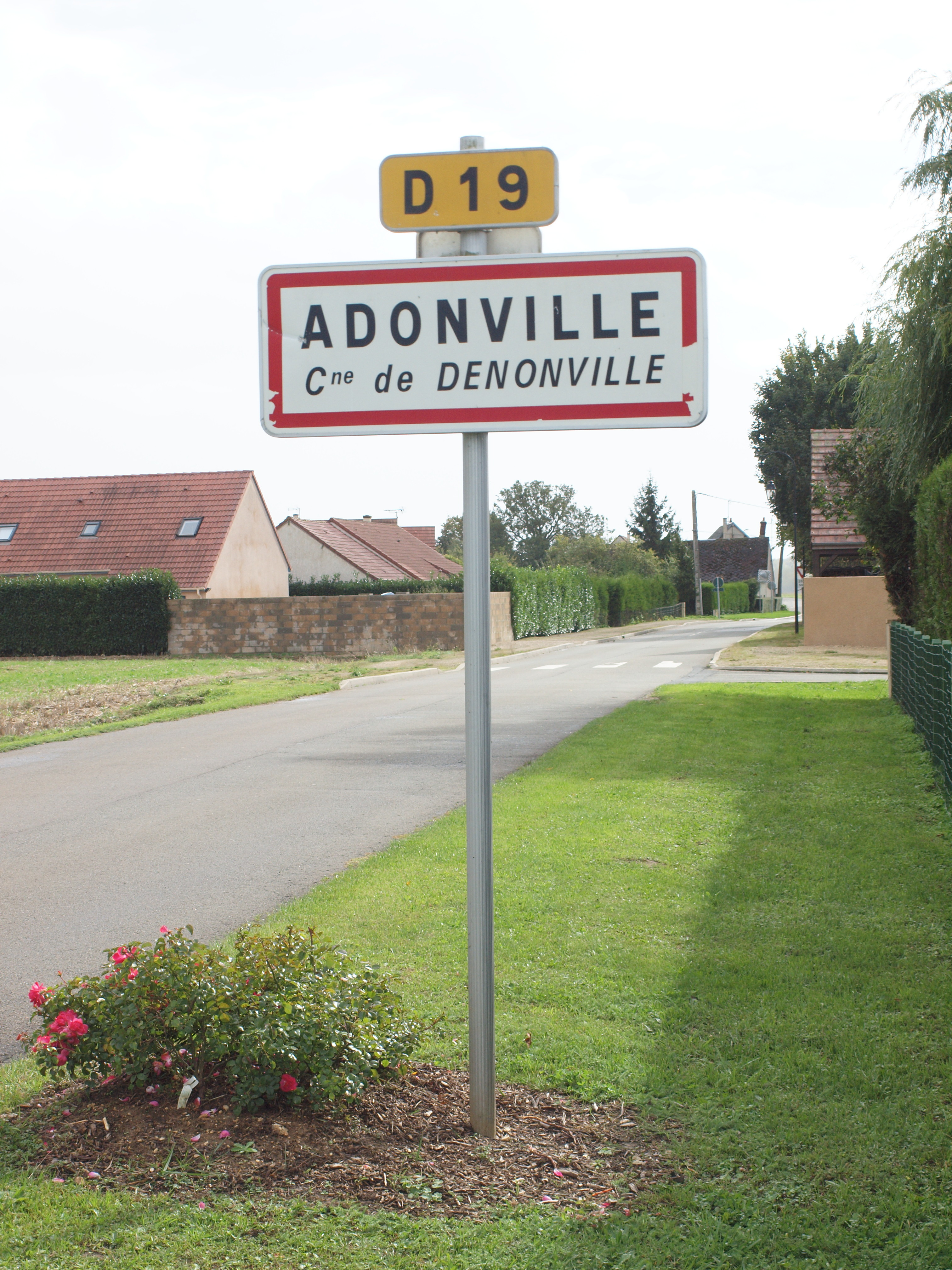
Entrée d'Adonville.

### Climat
Pour des articles plus généraux, voir Climat du Centre-Val de Loire et Climat d'Eure-et-Loir.
En 2010, le climat de la commune est de type climat océanique dégradé des plaines du Centre et du Nord, selon une étude du CNRS s'appuyant sur une série de données couvrant la période 1971-2000. En 2020, Météo-France publie une typologie des climats de la France métropolitaine dans laquelle la commune est exposée à un climat océanique altéré et est dans la région climatique  Sud-ouest du bassin Parisien, caractérisée par une faible pluviométrie, notamment au printemps (120 à 150 mm) et un hiver froid (3,5 °C). 
Pour la période 1971-2000, la température annuelle moyenne est de 10,6 °C, avec une amplitude thermique annuelle de 15 °C. Le cumul annuel moyen de précipitations est de 638 mm, avec 10,4 jours de précipitations en janvier et 7,6 jours en juillet. Pour la période 1991-2020, la température moyenne annuelle observée sur la station météorologique de Météo-France la plus proche, sur la commune de Sainville à 6 km à vol d'oiseau, est de 11,3 °C et le cumul annuel moyen de précipitations est de 655,5 mm,. Pour l'avenir, les paramètres climatiques de la commune estimés pour 2050 selon différents scénarios d'émission de gaz à effet de serre sont consultables sur un site dédié publié par Météo-France en novembre 2022.

## Urbanisme

### Typologie
Au 1er janvier 2024, Denonville est catégorisée bourg rural, selon la nouvelle grille communale de densité à 7 niveaux définie par l'Insee en 2022.
Elle est située hors unité urbaine. Par ailleurs la commune fait partie de l'aire d'attraction de Paris, dont elle est une commune de la couronne,. 

### Occupation des sols
L'occupation des sols de la commune, telle qu'elle ressort de la base de données européenne d’occupation biophysique des sols Corine Land Cover (CLC), est marquée par l'importance des territoires agricoles (91,6 % en 2018), une proportion sensiblement équivalente à celle de 1990 (92,2 %). La répartition détaillée en 2018 est la suivante : 
terres arables (91,6 %), forêts (5,5 %), zones urbanisées (2,9 %). L'évolution de l’occupation des sols de la commune et de ses infrastructures peut être observée sur les différentes représentations cartographiques du territoire : la carte de Cassini (XVIIIe siècle), la carte d'état-major (1820-1866) et les cartes ou photos aériennes de l'IGN pour la période actuelle (1950 à aujourd'hui).

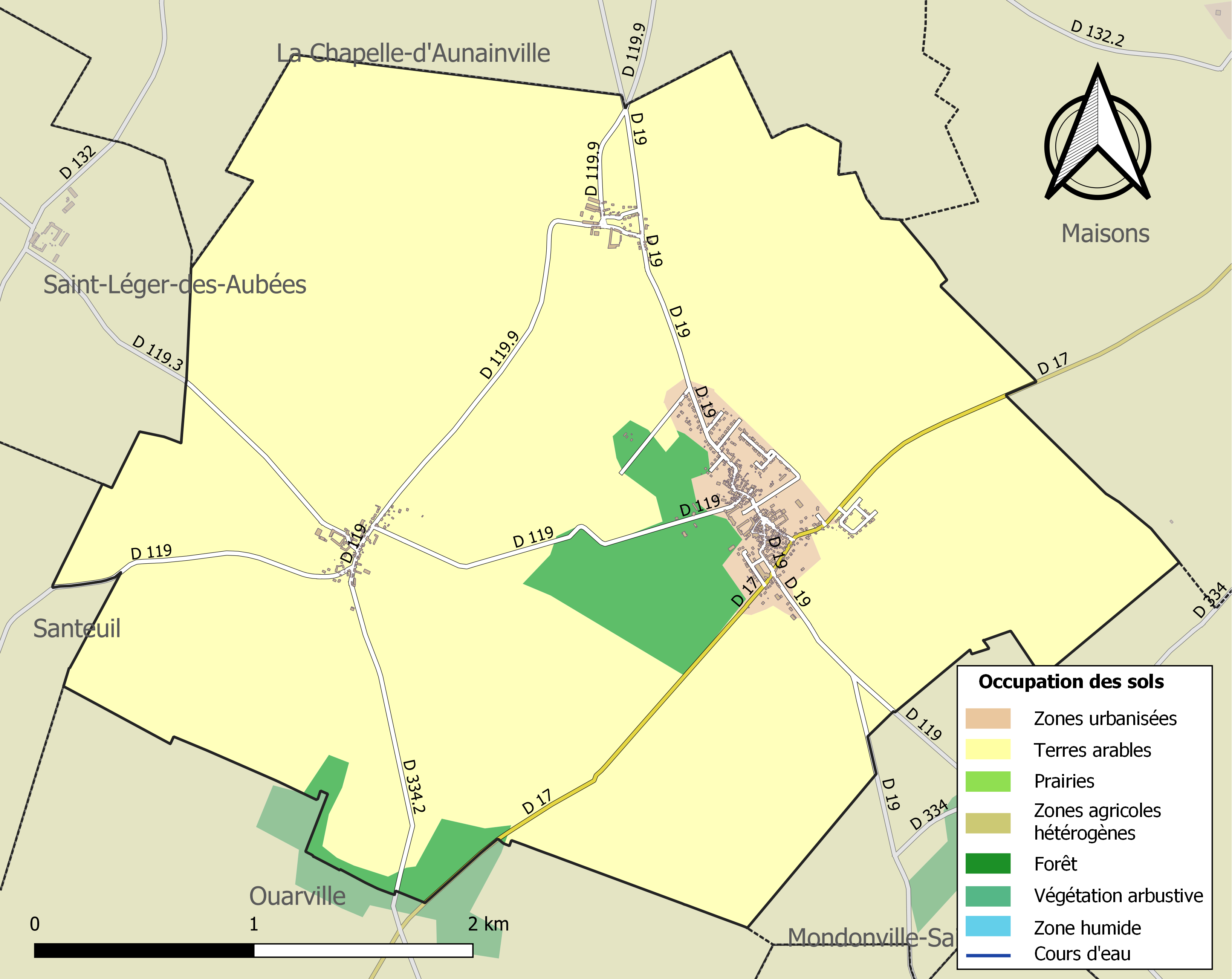
Carte des infrastructures et de l'occupation des sols de la commune en 2018 (CLC).

### Risques majeurs
Le territoire de la commune de Denonville est vulnérable à différents aléas naturels : météorologiques (tempête, orage, neige, grand froid, canicule ou sécheresse), inondations, mouvements de terrains et séisme (sismicité très faible). Il est également exposé à un risque technologique, le transport de matières dangereuses. Un site publié par le BRGM permet d'évaluer simplement et rapidement les risques d'un bien localisé soit par son adresse soit par le numéro de sa parcelle.

#### Risques naturels
Certaines parties du territoire communal sont susceptibles d’être affectées par le risque d’inondation par débordement de cours d'eau, notamment le Coinon. La commune a été reconnue en état de catastrophe naturelle au titre des dommages causés par les inondations et coulées de boue survenues en 1999 et 2021,.

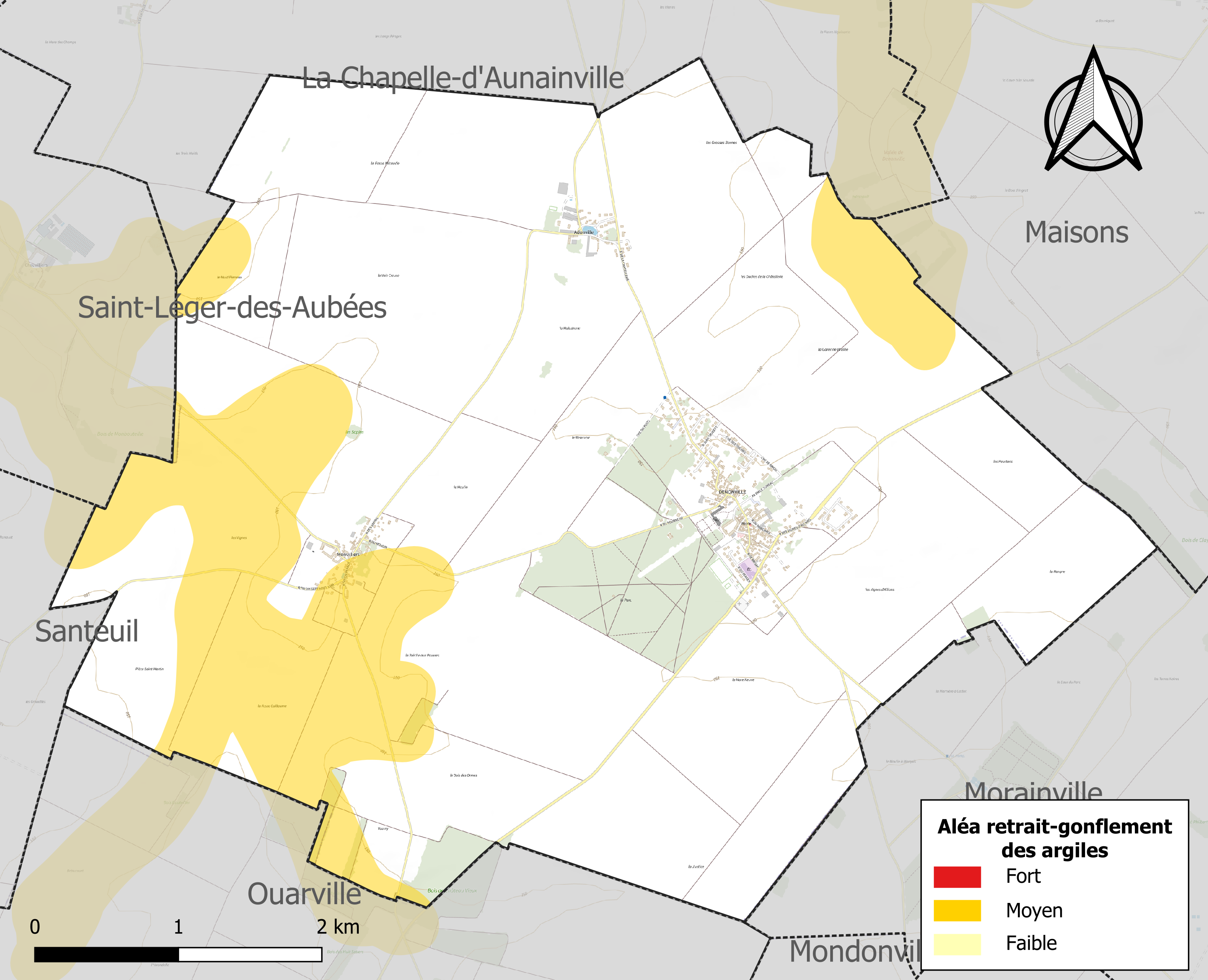
Carte des zones d'aléa retrait-gonflement des sols argileux de Denonville.

La commune est vulnérable au risque de mouvements de terrains constitué principalement du retrait-gonflement des sols argileux. Cet aléa est susceptible d'engendrer des dommages importants aux bâtiments en cas d’alternance de périodes de sécheresse et de pluie. 17,2 % de la superficie communale est en aléa moyen ou fort (52,8 % au niveau départemental et 48,5 % au niveau national). Sur les 315 bâtiments dénombrés sur la commune en 2019, 18 sont en aléa moyen ou fort, soit 6 %, à comparer aux 70 % au niveau départemental et 54 % au niveau national. Une cartographie de l'exposition du territoire national au retrait gonflement des sols argileux est disponible sur le site du BRGM,.
Concernant les mouvements de terrains, la commune a été reconnue en état de catastrophe naturelle au titre des dommages causés par la sécheresse en 1989 et par des mouvements de terrain en 1999.

#### Risques technologiques
Le risque de transport de matières dangereuses sur la commune est lié à sa traversée par des infrastructures routières ou ferroviaires importantes ou la présence d'une canalisation de transport d'hydrocarbures. Un accident se produisant sur de telles infrastructures est en effet susceptible d’avoir des effets graves au bâti ou aux personnes jusqu’à 350 m, selon la nature du matériau transporté. Des dispositions d’urbanisme peuvent être préconisées en conséquence.

## Toponymie
Les chartes du Moyen Âge donnent les noms de Danunvilla vers 1080, Danonis Villa en 1109, puis Danonvilla vers 1250, Denonvilla in Belsia en 1626, Saint Léger de Denonville en 1736 : l'origine du nom de la ville serait une métairie d'un colon nommé Danon.

## Histoire
L'origine de Denonville, comme c'est le cas de la plupart des anciennes communes, se perd dans la nuit des temps. Toute trace de l'époque gauloise a disparu de la surface du sol, mais on y rencontre des ruines qui montrent le séjour de populations romaines ou romanisées dans cette contrée. Des fouilles exécutées en 1849 ont permis d'exhumer des traces de constructions gallo-romaines, des débris assez nombreux, de grosses tuiles plates à rebords, des tessons de poterie et des monnaies, dont une de Constantin le Grand de 307.
Les noms des seigneurs de Denonville sont connus dès les archives du XIIe siècle.
- En 1100, Hardouin de Denonville (Harduinus de Dano-villa) figure comme témoin dans la charte de Hugues d'Auneau, avec Eudes et Robert de Denonville ( Odo de Danovilla et Robertus de Danovilla).
- En 1109, Radulphe (ou Raoul) de Denonville, chevalier, est cité, avec sa femme, fille d'Archambault de Lamerville, dans une charte concernant une donation de ce dernier à l'abbaye de Saint-Père de Chartres.
- En 1128, Étienne de Denonville figure comme témoin dans une charte concernant les possessions de l'abbaye de Saint-Jean-en-Vallée. Il est encore mentionné dans une autre charte avec Nivelon de Denonville (Nivelo de Daninvilla).
- En 11**, Vaslin de Denonville (Vaslinus de Danunvilla) assiste à l'accord fait entre Hubert de Mantarville et les religieux de l'abbaye de Saint-Jean.
- En 1183, Regnault, fils d'Aubert de Denonville.
- EN 1186, Fromont de Denonville (Fromundus de Danunvilla), témoin dans une charte concernant le moulin de Saint-Prest.
- En 1193, Guillaume de Denonville (Guillelmus de Danonvilla), l'un des témoins d'une donation faite aux lépreux de Beaulieu par Goscelin, seigneur d'Auneau.
- En 1194-1202, Aubert de Denonville (Auberto de Danunvilla), chevalier.
- 1218, Guillaume de Denonville, chevalier, avant de partir pour la Croisade contre les Albigeois, promet aux lépreux de Beaulieu, sa grange de Denonville et de Monvilliers.
- 1300, Geoffroy de Denonville (Gaufridi de Danonvilla), chevalier propriétaire de terres au « champtier des fourneaux », commune de Montainville.

## Politique et administration

### Liste des maires
| Période                                  | Période  | Identité          | Étiquette | Qualité                                          |
| ---------------------------------------- | -------- | ----------------- | --------- | ------------------------------------------------ |
| Les données manquantes sont à compléter. |          |                   |           |                                                  |
| mars 2001                                | 2014     | Alain Besnier     |           |                                                  |
| mars 2014                                | mai 2020 | Evelyne Lagoutte  |           | Employée (secteur privé)                         |
| mai 2020                                 | En cours | Évelyne Lagoutte, |           | Cadre administrative et commerciale d'entreprise |

## Population et société

### Démographie
L'évolution du nombre d'habitants est connue à travers les recensements de la population effectués dans la commune depuis 1793. Pour les communes de moins de 10 000 habitants, une enquête de recensement portant sur toute la population est réalisée tous les cinq ans, les populations de référence des années intermédiaires étant quant à elles estimées par interpolation ou extrapolation. Pour la commune, le premier recensement exhaustif entrant dans le cadre du nouveau dispositif a été réalisé en 2004.

En 2022, la commune comptait 773 habitants, en évolution de +1,84 % par rapport à 2016 (Eure-et-Loir : −0,23 %, France hors Mayotte : +2,11 %).
| 1793 | 1800 | 1806 | 1821 | 1831 | 1836 | 1841 | 1846 | 1851 |
| ---- | ---- | ---- | ---- | ---- | ---- | ---- | ---- | ---- |
| 559  | 588  | 554  | 640  | 648  | 622  | 646  | 666  | 648  |

| 1856 | 1861 | 1866 | 1872 | 1876 | 1881 | 1886 | 1891 | 1896 |
| ---- | ---- | ---- | ---- | ---- | ---- | ---- | ---- | ---- |
| 646  | 632  | 646  | 656  | 656  | 605  | 604  | 534  | 510  |

| 1901 | 1906 | 1911 | 1921 | 1926 | 1931 | 1936 | 1946 | 1954 |
| ---- | ---- | ---- | ---- | ---- | ---- | ---- | ---- | ---- |
| 509  | 516  | 492  | 427  | 428  | 407  | 417  | 439  | 390  |

| 1962 | 1968 | 1975 | 1982 | 1990 | 1999 | 2004 | 2006 | 2009 |
| ---- | ---- | ---- | ---- | ---- | ---- | ---- | ---- | ---- |
| 348  | 344  | 349  | 374  | 607  | 672  | 796  | 805  | 761  |

| 2014 | 2019 | 2022 | - | - | - | - | - | - |
| ---- | ---- | ---- | - | - | - | - | - | - |
| 742  | 758  | 773  | - | - | - | - | - | - |

## Culture locale et patrimoine

### Lieux et monuments

#### Château de Denonville
Inscrit MH (1976, 2007).
Le corps central du château est construit en 1770 par l'architecte Denis-Claude Liégeon, qui conserve les quatre tours rondes de l'édifice antérieur.
Il a appartenu aux Moncalm, au XVIIIe siècle.
Au début du XXe siècle, le château est vendu à l'antiquaire américain Berniem, qui le démonte partiellement pour vendre ses matériaux aux États-Unis. La ruine est vendue vers 1910 à la famille d'Émile Sureau. Jean Boutroue, ancien maire de Denonville et neveu par alliance à la suite d'un remariage, hérite et rachète les parts des autres héritiers avec son épouse née Madelaine Dessus de Cérou. Ils restaureront une partie du château.
Le château a été vendu en 1975 par la famille Boutroue à des restaurateurs (famille Romet) ; après une restauration complète de plusieurs années, ce lieu est proposé pour l'organisation de réceptions telles que les mariages.

Château de Denonville
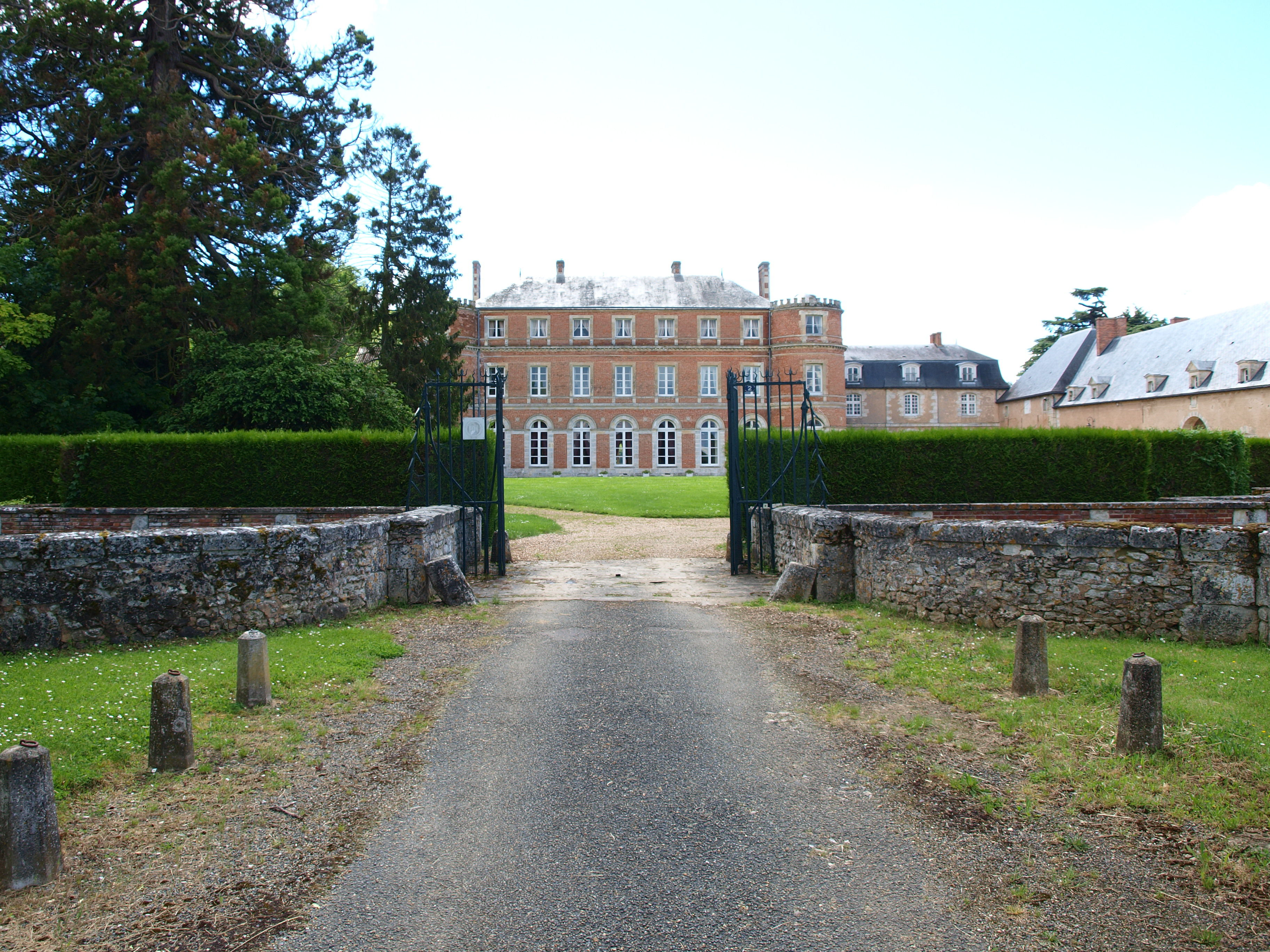
Vue depuis la Place du Château.
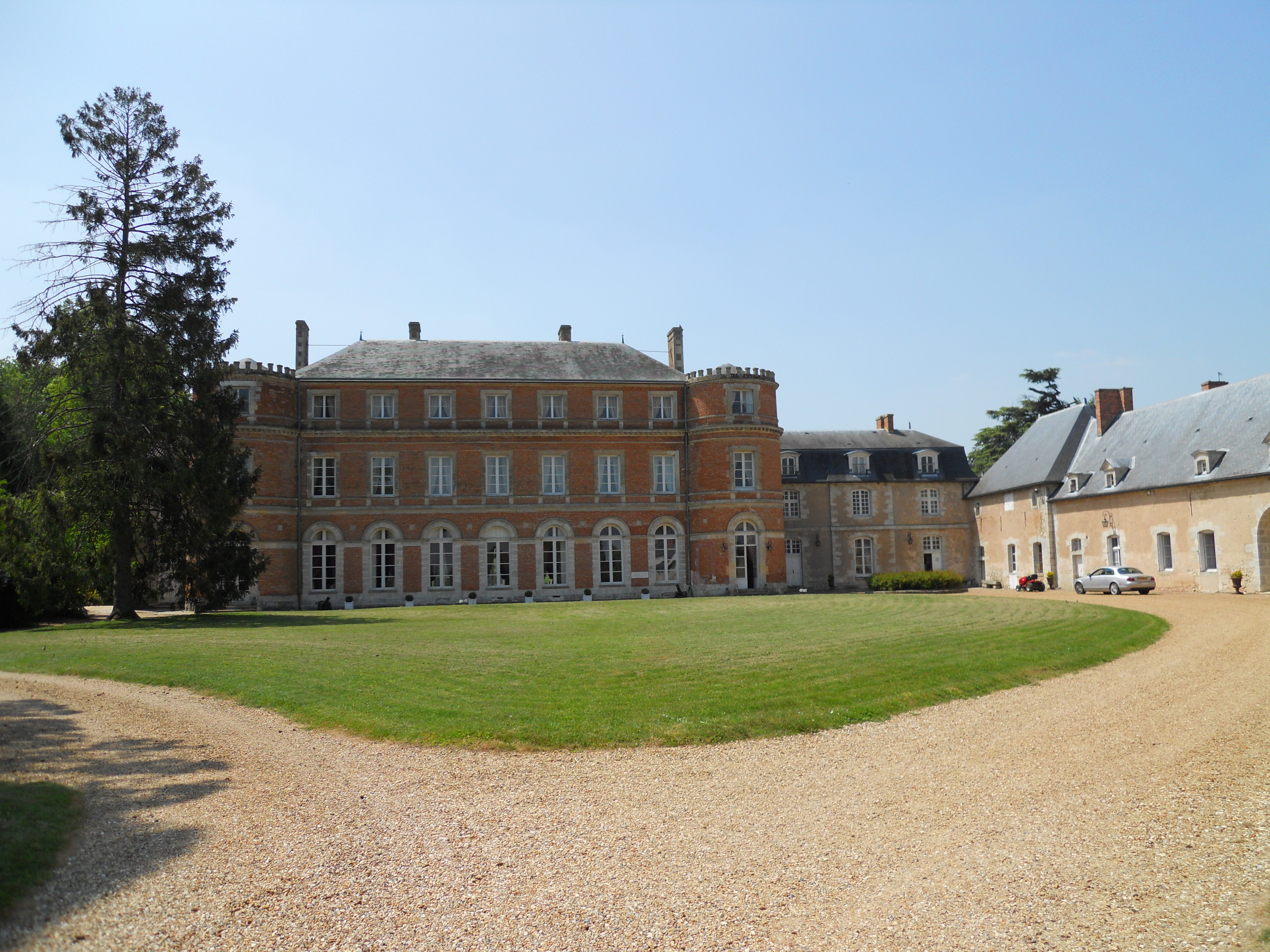
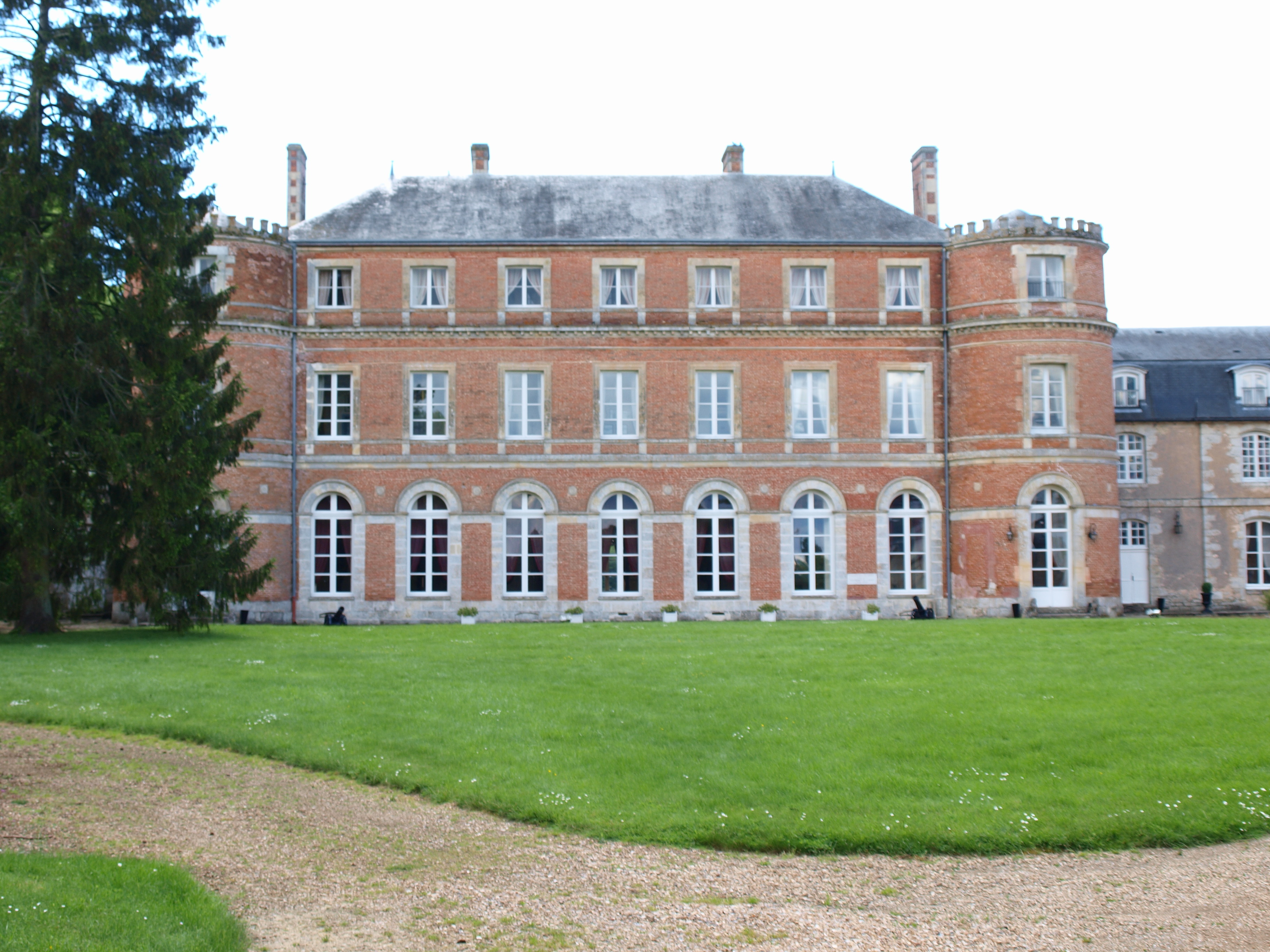
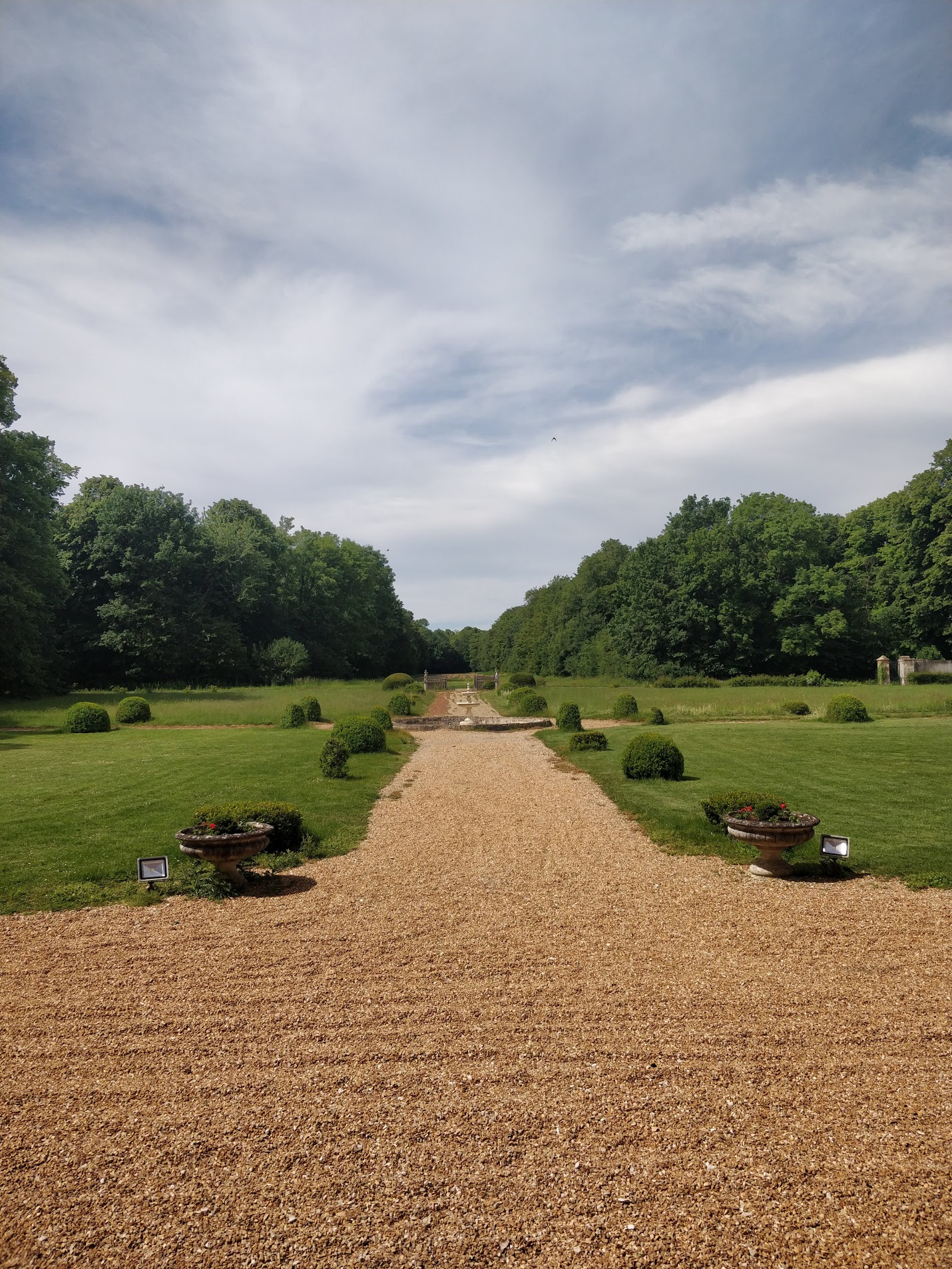
Vue sur le jardin depuis le château.
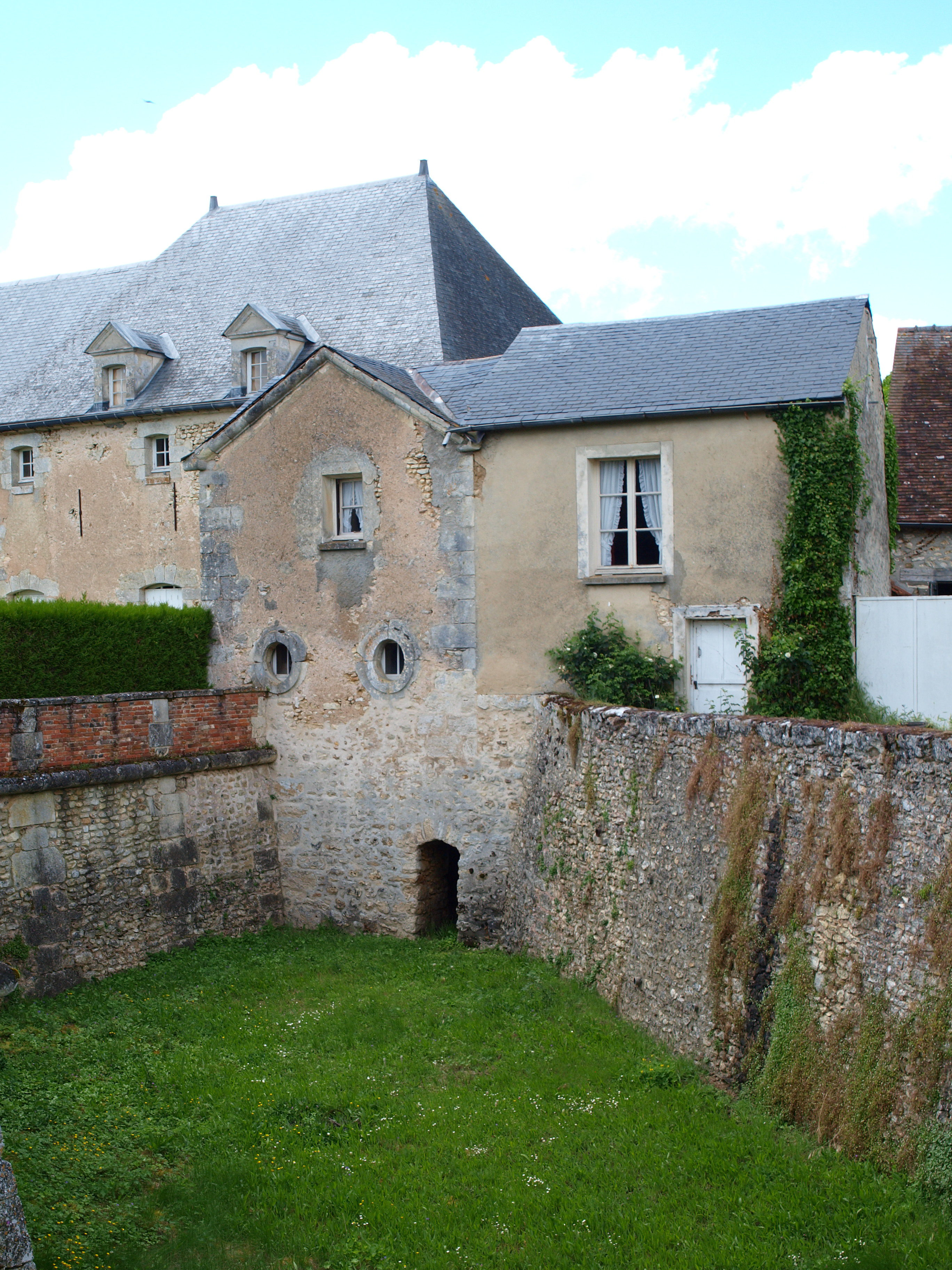
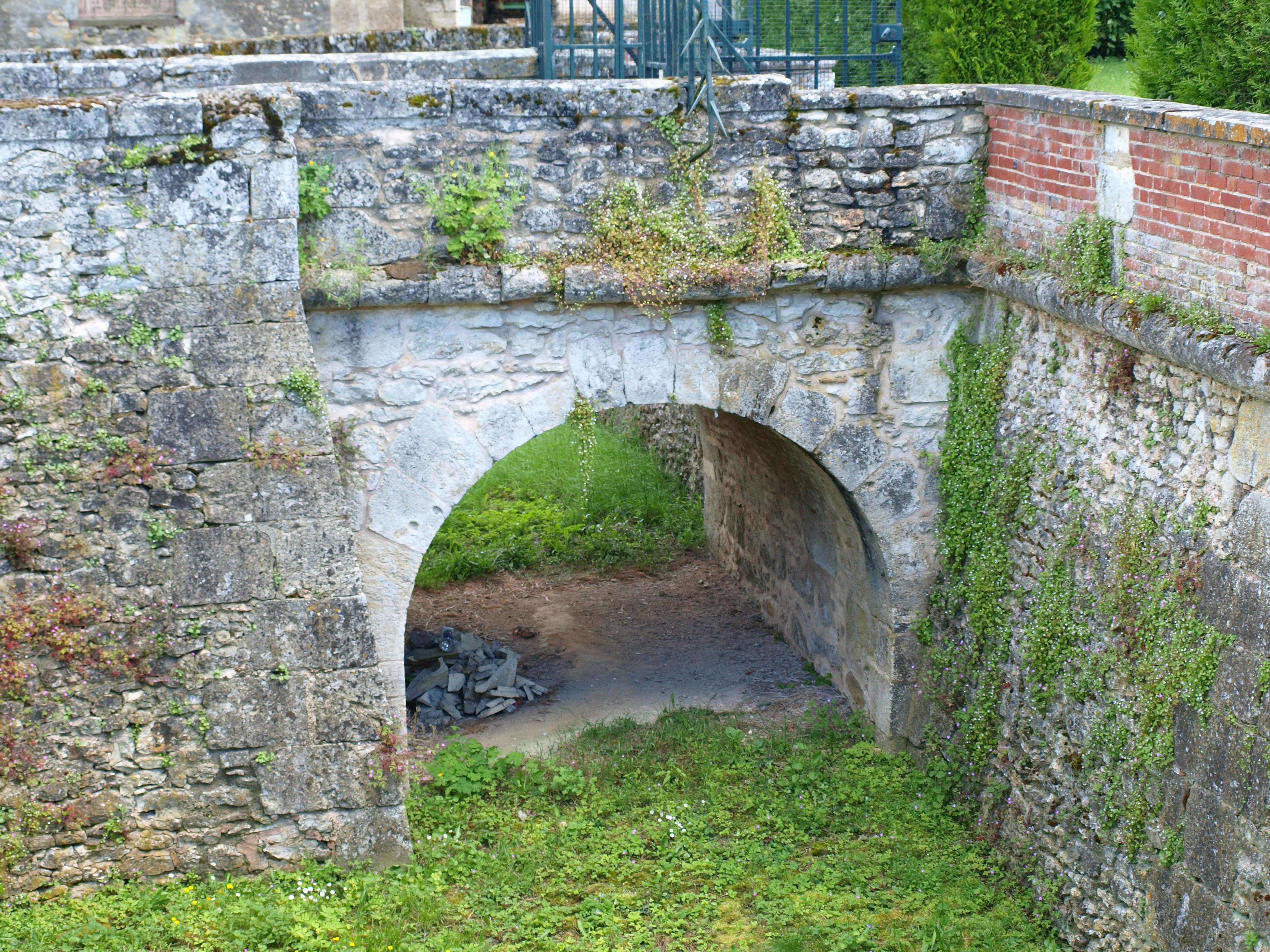

#### Église Saint-Léger

Église Saint-Léger
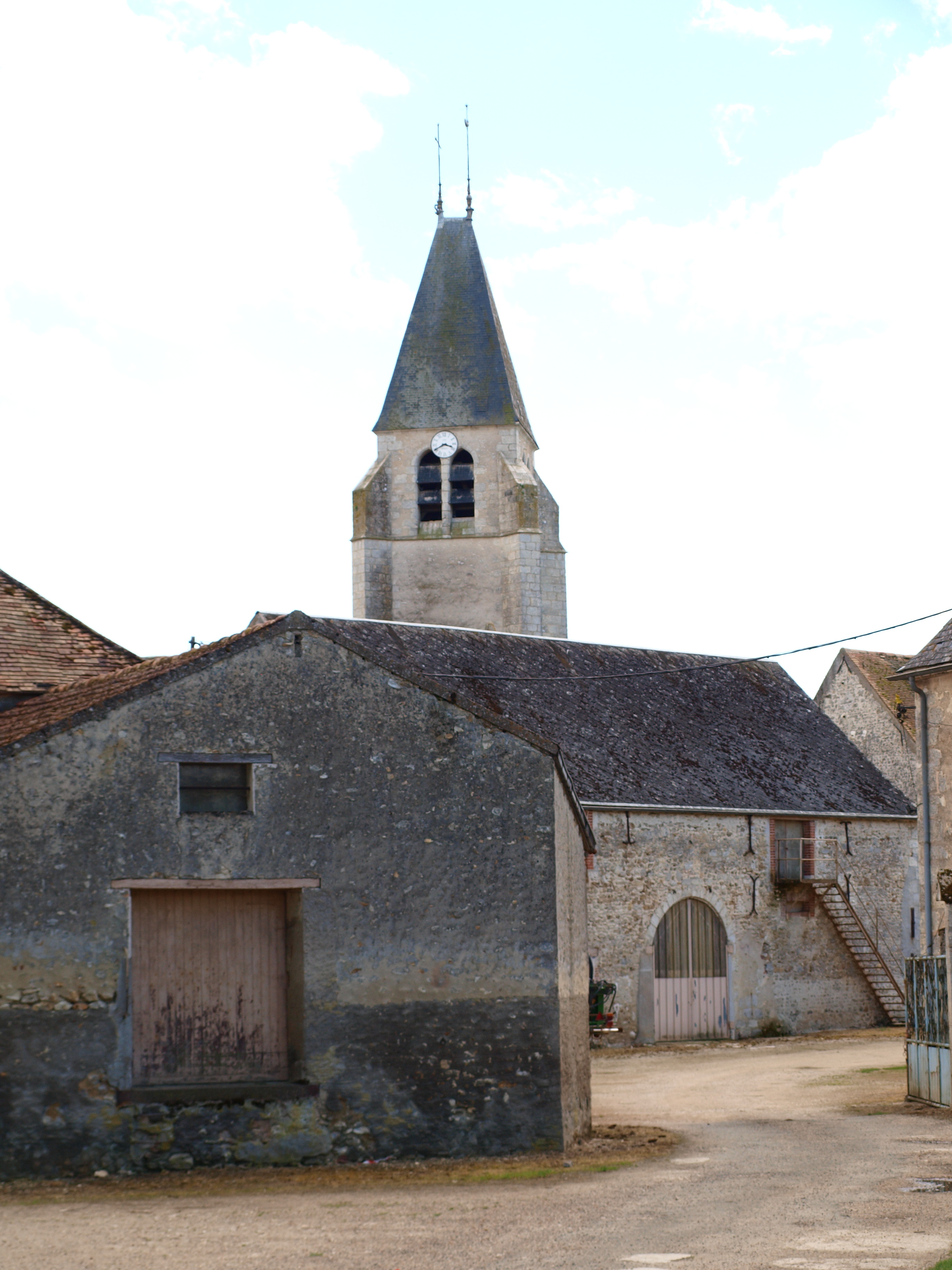
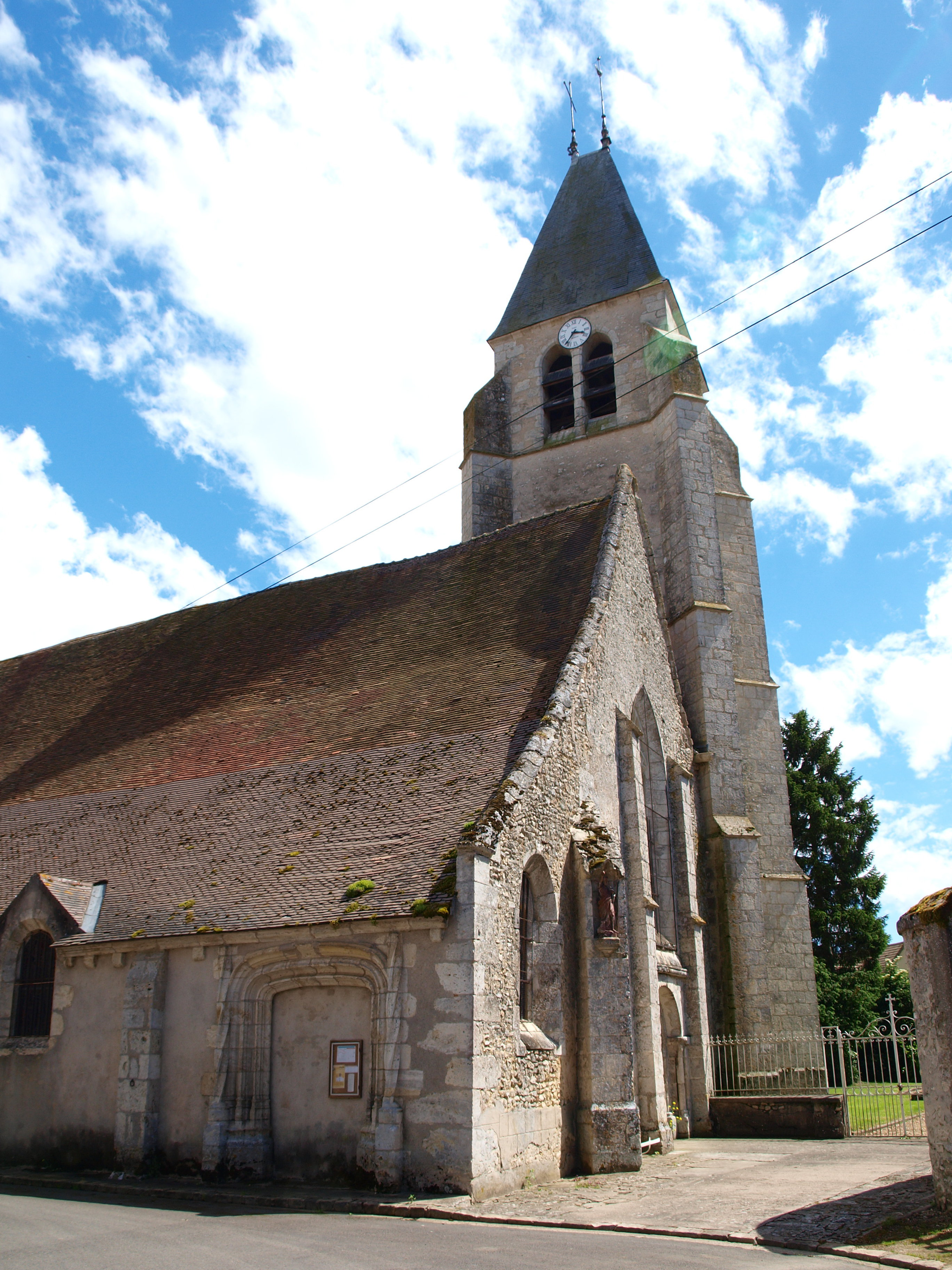
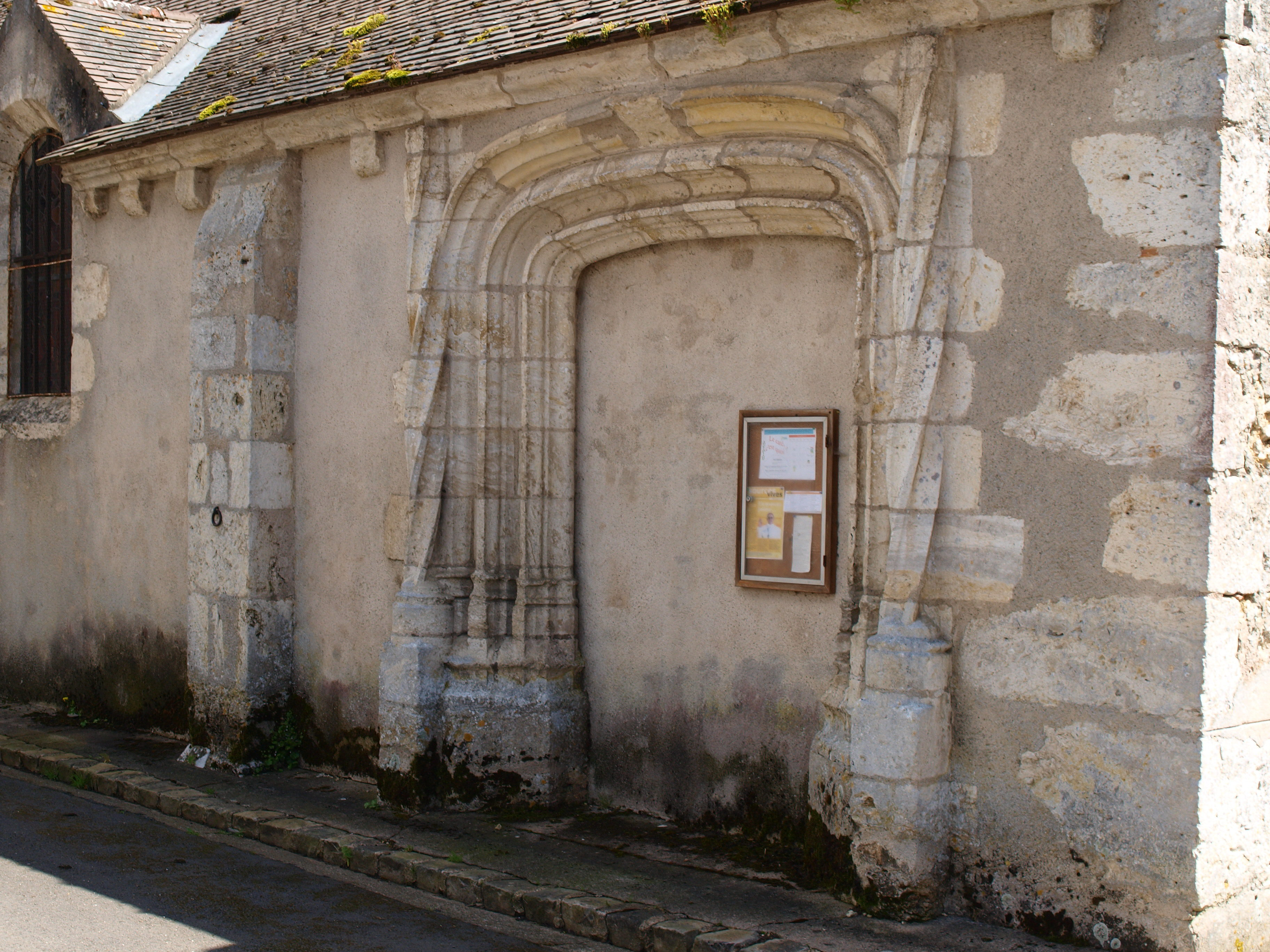
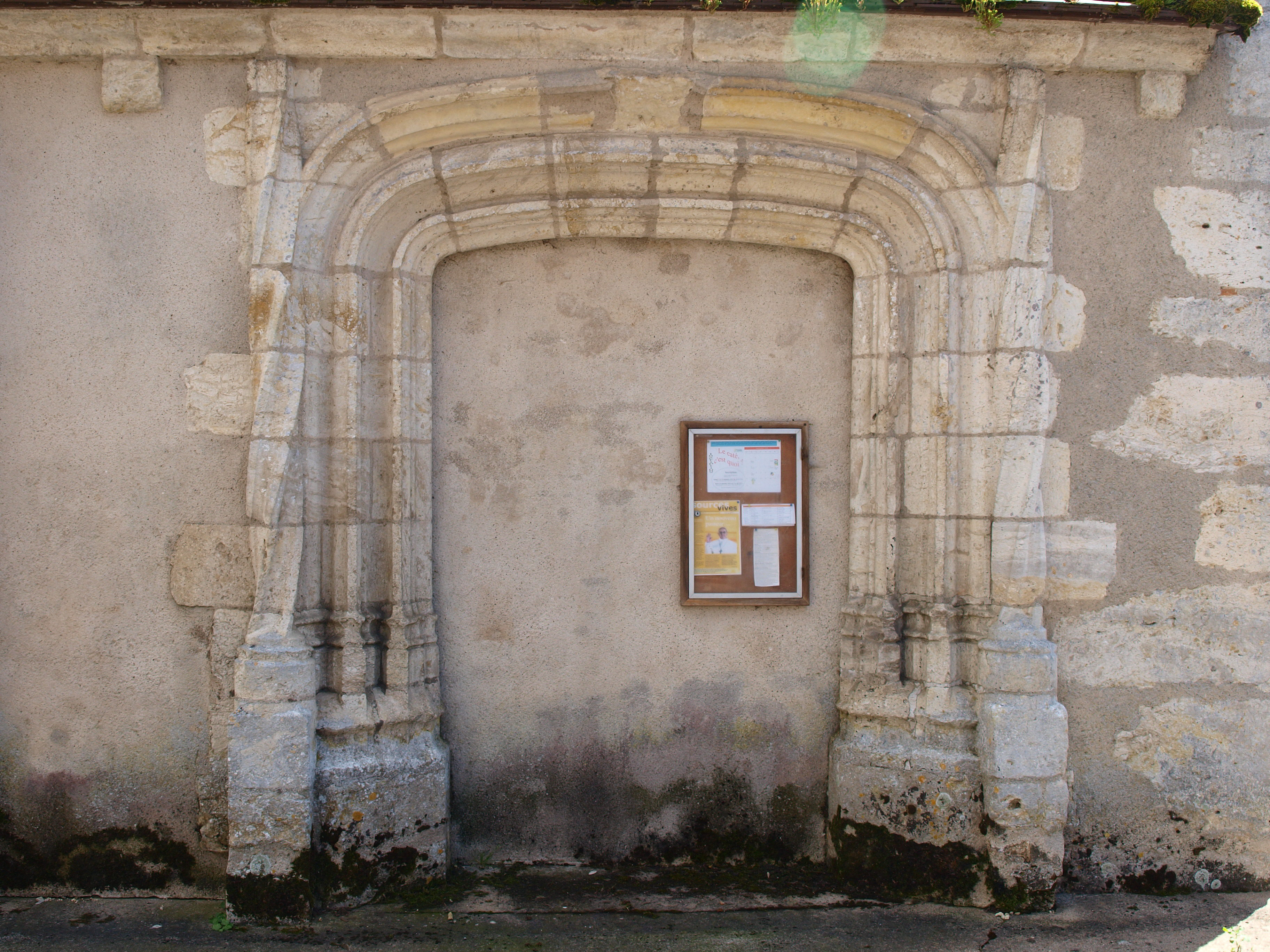
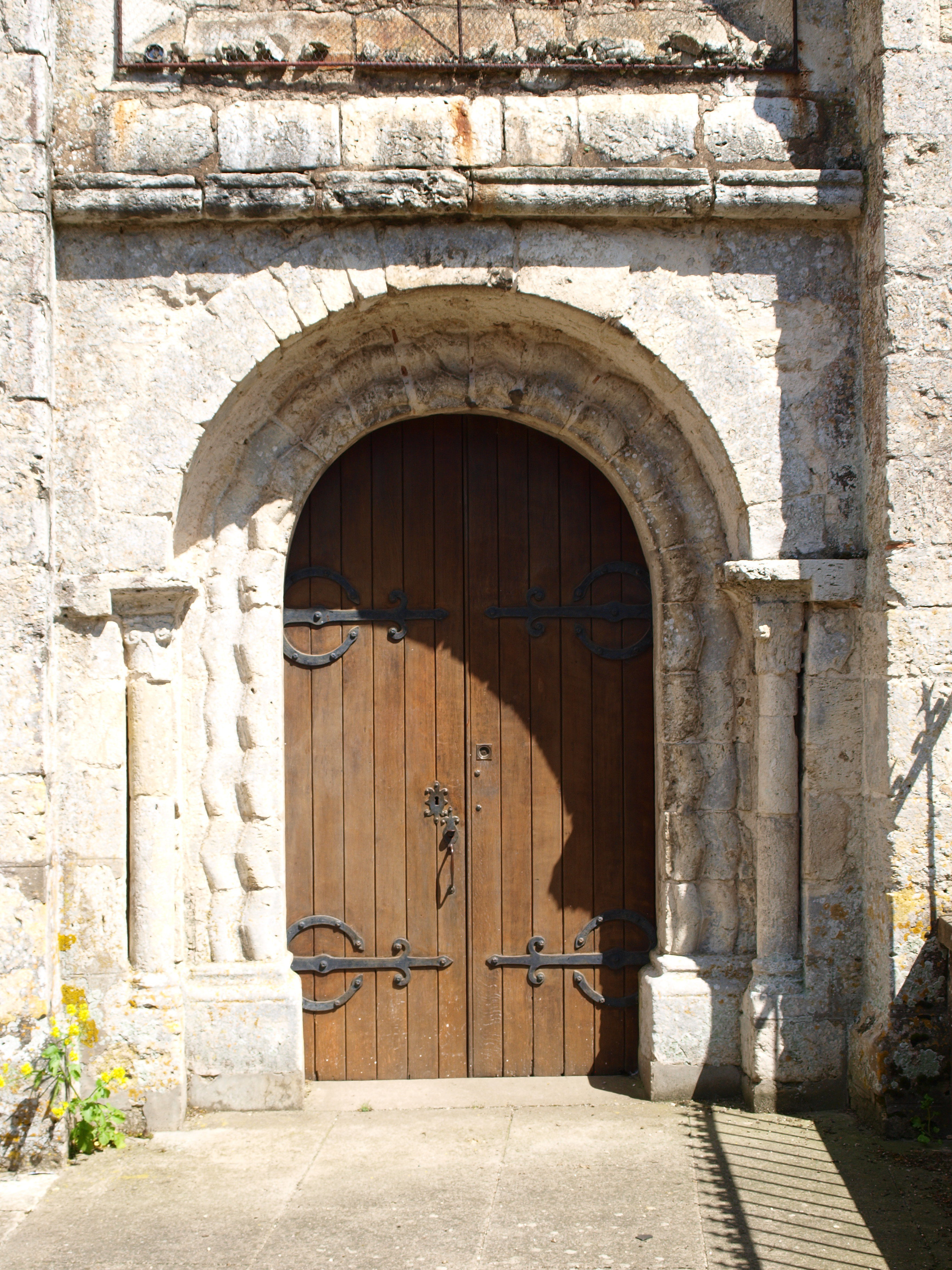
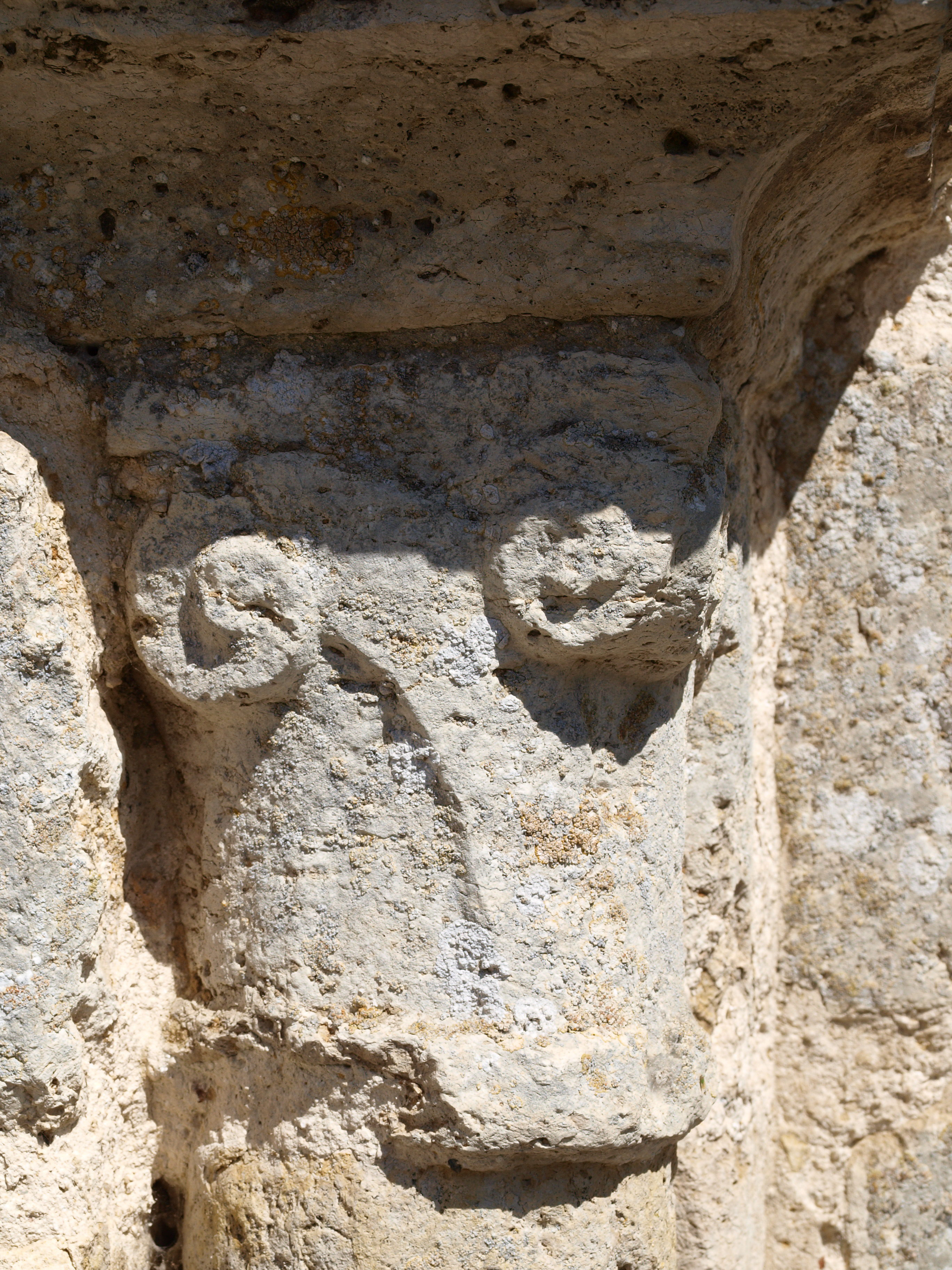

### Personnalités liées à la commune
- Jacques-René de Brisay, Marquis de Denonville

## Héraldique
| Blason de Denonville | Blason  | Fascé d'argent et de gueules de huit pièces |
| Blason de Denonville | Détails | Sur documents et site depuis au moins 2022. |